# 濁點 (溫度)
濁點（cloud point）也稱為雲點，是指液體在溫度變化時，會呈現混濁的溫度。

## 油脂的濁點
若是在石油工業中，油脂的濁點一般是指生物柴油中的生物蠟或是柴油中的石蜡會會呈現混濁的溫度。固態蠟的出現會使油變濃稠，而且會阻塞燃油過濾器以及引擎中的噴射器。蜡也會沈積在較冷的表面（例如
管道或熱交換器的結垢），和水形成乳浊液。因此濁點表示在較低操作溫度下，油阻塞過濾器或是小孔隙管道的傾向。
日常可以看到的濁點例子是在冷天氣下儲存橄欖油。橄欖油大約在攝氏4度時開始固化，若溫帶地區冬天的溫度在零度以下時。橄欖油會出現白色蠟質的固化油團塊，沈在橄欖油容器的底部。
或是原油或是重油，濁點和蠟出現溫度（WAT）及蠟沉澱溫度（WPT）是同義的。

## 表面活性剂的濁點
非離子表面活性剂或是二醇溶液的濁點是指溫度上昇時，其混合物開始出現相分離，之後分為兩相的溫度，溶液也因此變混濁。這是含有聚氧乙烯鏈非離子表面活性剂的特性，會有其溶解度隨溫度上昇而下降的特性，因此在一些溫度範圍下，可能溫度上昇反而會變混濁。二元醇就有這様的特性。濁點會隨鹽度而改變，鹽度越高濁點會越低。